# Bränngrynnan
Bränngrynnan is een onbewoond langwerpig Zweeds eiland annex zandplaat. Het vormt de scheiding tussen de Kalixälven en het Djupträsket nabij het dorp Överkalix. Het eiland heeft geen oeververbinding. Het heeft een oppervlakte van ongeveer 15 hectare, afhankelijk van de hoogte van de waterstand in de rivier.